# خنفساء الموت
خنفساء الموت أو خنافس الموت الدقاقة (الاسم العلمي: Xestobium rufovillosum)، نوع من الخنافس وفصيلة الهبونيات. هي خنفساء ثاقبة للخشب يبلغ طولها عند البلوغ 7 ملليمترات (0.28 بوصة)، بينما يصل طول يرقات إلى 11 ملم (0.43 بوصة).